# Piotr Bogatyriow (folklorysta)
Piotr Grigorjewicz Bogatyriow (ros. Пётр Григорьевич Богатырёв, ur. 28 stycznia 1893 w Saratowie, zm. 18 marca 1971 w Moskwie) – rosyjski folklorysta, filolog i pedagog.

## Życiorys
W 1912 ukończył gimnazjum w Saratowie, a w 1918 Wydział Historyczno-Filologiczny Uniwersytetu Moskiewskiego. Zebrał materiał lingwistyczny, folklorystyczny i etnograficzny, brał udział w pracach towarzystw naukowych. W 1921 wspólnie z R. Jacobsonem założył Moskiewskie Koło Językoznawcze oraz ogłosił (w 1929 i 1931) rozprawy o zasadniczych różnicach między twórczością folklorystyczną a literaturą oparte na kryteriach teorii językoznawstwa ogólnego i semiotyki kultury. W latach 1921–1939 pracował w Czechosłowacji, był członkiem Praskiego Kółka Lingwistycznego (wraz z R. Jacobsonem i N. Trubeckim), w 1930 został doktorem filozofii na Uniwersytecie Karola, a w 1937 adiunktem na Uniwersytecie Komeńskiego w Bratysławie. W latach 1928–1939 wykonywał zadania Muzeum Literackiego w Moskwie dotyczące zbioru materiałów w archiwach Czechosłowacji i Danii. W 1939 wrócił do Moskwy i w 1940 został profesorem Moskiewskiego Instytutu Filozofii, Literatury i Historii i Moskiewskiego Uniwersytetu Państwowego, a w 1941 doktorem Wydziału Filologicznego. W latach 1943–1948 kierował sektorem folkloru w Instytucie Etnografii Akademii Nauk ZSRR, w 1948 został oskarżony o kosmopolityzm, zwolniony z instytutu i odsunięty od wykładania, 1952-1959 był profesorem Woroneskiego Uniwersytetu Państwowego, a 1958-1963 starszym pracownikiem naukowym Instytutu Literatury Światowej Akademii Nauk ZSRR, następnie od 1964 profesorem Wydziału Filologicznego Moskiewskiego Uniwersytetu Państwowego. Brał udział w międzynarodowych kongresach naukowych i sympozjach. W 1956 został przyjęty do Związku Pisarzy ZSRR. Pisał głównie prace na temat słowackiego teatru ludowego, eposu ludowego Słowian i przekazu ustnego (w 1971 opublikował zbiór Woprosy tieorii narodnogo isskustwa), napisał też słownik słowacko-rosyjski. Poza tym był autorem podręczników. Przetłumaczył na rosyjski m.in. powieść Przygody dobrego wojaka Szwejka Jaroslava Haška.